# Premio Lumière per la migliore fotografia
Il Premio Lumière per la migliore fotografia (Prix Lumière de la meilleure image) è un premio cinematografico assegnato annualmente dall'Académie des Lumières al direttore della fotografia di un film francese uscito nelle sale nel corso dell'anno precedente.

## Vincitori e candidati
I vincitori sono indicati in grassetto, a seguire gli altri candidati.

### Anni 2000-2009
- 2008: Éric Gautier – Into the Wild - Nelle terre selvagge (Into the Wild)
- 2009: Agnès Godard – Home

### Anni 2010-2019
- 2010: Glynn Speeckaert – À l'origine
- 2011: Caroline Champetier – Uomini di Dio (Des hommes et des dieux)
- 2012: Pierre Aïm – Polisse
- 2013: Antoine Heberlé – Héritage e Quelques heures de printemps
  - Caroline Champetier – Holy Motors
  - Claire Mathon – Trois Mondes
  - Matthieu Poirot-Delpech – L'Œil de l'astronome
  - Romain Winding – Addio mia regina (Les Adieux à la reine) e Cherchez Hortense
- 2014: Thomas Hardmeier – Lo straordinario viaggio di T.S. Spivet (L'Extravagant Voyage du jeune et prodigieux T. S. Spivet)
  - Jérôme Alméras – Quai d'Orsay
  - Christophe Beaucarne – Mood Indigo - La schiuma dei giorni (L'Écume des jours)
  - Crystel Fournier – Une place sur la Terre
  - Stéphane Fontaine – Jimmy P. (Jimmy P: Psychotherapy of a Plains Indian)
- 2015: Rémy Chevrin – À la vie
  - Yves Cape – Vie sauvage
  - Josée Deshaies – Saint Laurent
  - Sofian El Fani – Timbuktu
  - Darius Khondji – Magic in the Moonlight
  - Arnaud Potier – Respire
- 2016: David Chizallet – Les Anarchistes, Je suis un soldat e Mustang
  - Matias Boucard – L'Affaire SK1
  - Irina Lubtchansky – I miei giorni più belli (Trois souvenirs de ma jeunesse)
  - Claire Mathon – Le Dernier Coup de marteau, Due amici (Les Deux Amis) e Mon roi - Il mio re (Mon roi)
  - Arnaud Potier – Les Cowboys
  - Sylvain Verdet – Ni le ciel ni la terre
- 2017: Jonathan Ricquebourg – La Mort de Louis XIV
  - Christophe Beaucarne – Mal di pietre (Mal de pierres)
  - Benoît Debie – Io danzerò (La Danseuse)
  - Antoine Héberlé – Una vita (Une vie)
  - Léo Hinstin – Nocturama
  - Pascal Marti – Frantz
- 2018: Christophe Beaucarne – Barbara
  - Céline Bozon – Félicité
  - Caroline Champetier –Les Gardiennes
  - Alain Duplantier – Le Semeur
  - Irina Lubtchansky – I fantasmi d'Ismael (Les Fantômes d'Ismaël)
  - Vincent Mathias – Ci rivediamo lassù (Au revoir là-haut)
- 2019: Benoît Debie – I fratelli Sisters (The Sisters Brothers)
  - Benoît Debie – Climax
  - Laurent Desmet – Lady J (Mademoiselle de Joncquières)
  - Julien Hirsch – Un peuple et son roi
  - David Ungaro – Les Confins du monde

### Anni 2020-2029
- 2020: Claire Mathon – Ritratto della giovane in fiamme (Portrait de la jeune fille en feu)
  - Manuel Dacosse – Grazie a Dio (Grâce à Dieu)
  - Paweł Edelman – L'ufficiale e la spia (J'accuse)
  - Irina Lubtchansky – Roubaix, una luce nell'ombra (Roubaix, une lumière)
  - Julien Poupard – I miserabili (Les Misérables)
- 2021: Hichame Alaouié – Estate '85 (Été 85)
  - Renato Berta – Le Sel des larmes
  - Laurent Desmet – Les choses qu'on dit, les choses qu'on fait
  - Yann Maritaud – Slalom
  - Aurélien Marra – Due (Deux)
- 2022: Caroline Champetier – Annette
  - Christophe Beaucarne – Illusioni perdute (Illusions perdues)
  - Romain Carcanade – Lo sciame (La Nuée)
  - Tom Harari – Onoda - 10.000 notti nella giungla (Onoda, 10 000 nuits dans la jungle)
  - Laurent Tangy – La scelta di Anne - L'Événement (L'Événement)
- 2023: Artur Tort – Pacifiction - Un mondo sommerso (Pacifiction - Tourment sur les îles)
  - Sébastien Buchmann – Passeggeri della notte (Les Passagers de la nuit)
  - Benoît Debie – Vortex
  - Patrick Ghiringhelli – La notte del 12 (La Nuit du 12)
  - Claire Mathon – Saint Omer
- 2024: Jonathan Ricquebourg – Il gusto delle cose (La Passion de Dodin Bouffant)
  - Simon Beaufils – Anatomia di una caduta (Anatomie d'une chute)
  - David Cailley – The Animal Kingdom (Le Règne animal)
  - Hélène Louvart – Disco Boy
  - Sylvain Verdet – Goutte d'or
- 2025: Nicolas Bolduc – Il conte di Montecristo (Le Comte de Monte-Cristo)
  - Josée Deshaies – The Beast (La Bête)
  - Tristan Galand – La storia di Souleymane (L'Histoire de Souleymane)
  - Paul Guilhaume – Emilia Pérez
  - Claire Mathon – L'uomo nel bosco (Miséricorde)